# Promachus cristatus
Promachus cristatus là một loài ruồi trong họ Asilidae. Promachus cristatus được Oldroyd miêu tả năm 1960. Loài này phân bố ở vùng nhiệt đới châu Phi.